# Oreste Bonomi
Pour les articles homonymes, voir Bonomi.
Oreste Bonomi (Milan, 15 juillet 1902 - Rome, 26 avril 1983) est un homme politique italien.

## Biographie
Fils de Giovanni et Angela Penagini, il travaille comme marchand et comptable. Président de la Fédération nationale des commerçants.
Il est élu député aux élections politiques de 1934 avec le Parti national fasciste et nommé conseiller national en 1939.
Directeur général du tourisme, il est, à partir de 1936, commissaire adjoint de Vittorio Cini pour l'Exposition universelle prévue en 1942. Du 6 février au 25 juillet 1943, il est ministre du Commerce et de la Monnaie pendant la dernière phase du gouvernement Mussolini.

## Décoration
- Chevalier de l'ordre des Saints-Maurice-et-Lazare - 24 janvier 1935
- Officier de l'ordre des Saints-Maurice-et-Lazare - 3 juin 1937
- Commandeur de l'ordre des Saints-Maurice-et-Lazare - 2 juin 1941
- Chevalier grand-croix de l'ordre des Saints-Maurice-et-Lazare - 15 avril 1943
- Chevalier de l'ordre de la Couronne d'Italie - 14 mai 1926
- Officier de l'ordre de la Couronne d'Italie - 10 juin 1930
- Commandeur de l'ordre de la Couronne d'Italie - 29 août 1931
- Grand officier de l'ordre de la Couronne d'Italie - 25 avril 1936
- Chevalier grand-croix de l'ordre de la Couronne d'Italie - 21 avril 1940
- Commandeur de l'ordre colonial de l'Étoile d'Italie - 16 juillet 1936
- Grand officier de l'ordre colonial de l'Étoile d'Italie - 8 mai 1939
- Officier de l'ordre national de la Légion d'honneur - 1er mars 1935
- Commandeur de l'ordre de Léopold - 17 juin 1937
- Croix de l'ordre de l'Aigle allemand - 16 décembre 1937
- Commandeur avec plaque de l'ordre équestre du Saint-Sépulcre de Jérusalem - 29 août 1934
- Croix du Mérite de la guerre - 26 septembre 1960
- Médaille de bronze de la vaillance militaire - 5 juillet 1941
- Médaille d'argent de la valeur militaire - 10 juillet 1936
- Médaille commémorative des opérations militaires en Afrique orientale
- Médaille du mérite de la jeunesse italienne de Littorio - 8 avril 1939
- Médaille commémorative de la Marche sur Rome
- Marche sur Addis Abeba (Marche de la volonté de fer) - 30 juillet 1937